# Rio Bohotin
O Rio Bohotin é um rio da Romênia afluente do Rio Prut, localizado no distrito de Iaşi.